# Hans Fritz Beckmann
Hans Fritz Beckmann (* 6. Januar 1909 in Berlin; † 15. April 1975 in München) war ein deutscher Liedtexter und Drehbuchautor.

## Leben
Als Sohn eines preußischen Offiziers wuchs er in Berlin auf und zeigte schon früh literarische Ambitionen. Im Jahr 1920 wanderte die Familie nach Buenos Aires aus. Nach dem Ende der Schulzeit wollte ihn sein Stiefvater in eine kaufmännische Laufbahn zwingen. Aus seiner Lehrstelle floh er 1928 als Schiffsjunge zurück nach Berlin. Dort kam er zunächst zum Varieté, wobei ihm seine in Argentinien erworbenen Kenntnisse des Unterhaltungsbetriebes und Fähigkeiten als Tangotänzer zugutekamen.
Der Kabarettist Erich Lowinsky entdeckte ihn für sein „Kabarett der Namenlosen“. Im Jahr 1934 holte ihn Trude Hesterberg in ihre „Musenschaukel“. Dort lernte er den Komponisten Theo Mackeben kennen und wurde dessen Texter. Mit So oder so ist das Leben für den Film Liebe, Tod und Teufel gelang ihm der Durchbruch. In den folgenden Jahren prägte er den jungen Tonfilm mit. Zusammen mit den Filmkomponisten Friedrich Schröder und Peter Kreuder gelang ihm ein Hit nach dem anderen, gesungen von Stars wie Zarah Leander, Marika Rökk, Hans Albers oder Johannes Heesters. Zudem schrieb er Drehbücher.
An diese Erfolge konnte er nach dem Zweiten Weltkrieg nie wieder anschließen, obgleich er versuchte, sich dem veränderten Publikumsgeschmack anzupassen. Sein ehemaliger Mitbewohner Ralph Maria Siegel sagte während der Zeit zu ihm: „Du kannst fabelhafte Chansons schreiben, aber aus dir wird nie ein Schlagertexter.“ Daher arbeitete er dann vor allem als Produzent, unter anderem für Curd Jürgens, und Synchronbuchautor amerikanischer Filme.

## Filmografie (Auswahl)

### Liedtexte
- 1934: Liebe, Tod und Teufel
- 1934: Pechmarie
- 1935: Das Mädchen Johanna
- 1935: Mach’ mich glücklich
- 1935: Die letzten Vier von Santa Cruz
- 1935: Königswalzer
- 1935: Liebeslied
- 1935: Der Mann mit der Pranke
- 1935: Der grüne Domino
- 1936: Die Entführung
- 1936: Mädchen in Weiß
- 1936: Frauenliebe - Frauenleid
- 1936: Glückskinder
- 1936: Hummel - Hummel
- 1936: Menschen ohne Vaterland
- 1936: Allotria
- 1936: Die Kronzeugin
- 1936: Ein Hochzeitstraum
- 1936: Es geht um mein Leben
- 1936: Intermezzo
- 1937: Togger
- 1937: Streit um den Knaben Jo
- 1937: Die Kronzeugin
- 1937: Man spricht über Jacqueline
- 1937: Savoy-Hotel 217
- 1937: Wasser für Canitoga
- 1937: Daphne und der Diplomat
- 1937: Das große Abenteuer
- 1937: Fremdenheim Filoda
- 1937: Gasparone
- 1937: Heimweh
- 1937: Land der Liebe
- 1937: Mädchen für alles
- 1937: Patrioten
- 1937: Serenade
- 1937: Sieben Ohrfeigen
- 1937: Kapriolen
- 1938: Rätsel um Beate
- 1938: Tanz auf dem Vulkan
- 1938: Eine Nacht im Mai
- 1938: Fortsetzung folgt!
- 1938: In geheimer Mission
- 1939: Mann für Mann
- 1939: Drei Väter um Anna
- 1939: Es war eine rauschende Ballnacht
- 1939: Hallo Janine
- 1939: Bel Ami (siehe auch Bel Ami (Lied))
- 1939: Nanette
- 1939: Menschen vom Varieté
- 1940: Traummusik
- 1940: Die lustigen Vagabunden
- 1940: Jungens
- 1940: Kora Terry
- 1940: Operette
- 1941: Jungens
- 1941: Der Weg ins Freie
- 1941: Weiße Wäsche
- 1941: Alles für Gloria
- 1941: Die Sache mit Styx
- 1941: Ein Windstoß
- 1941: Immer nur Du
- 1941: Jakko
- 1941: O, diese Männer
- 1941: Ohm Krüger
- 1941: Am Abend auf der Heide
- 1942: Akrobat schö-ö-ö-n
- 1942: Frauen sind keine Engel
- 1942: Karneval der Liebe
- 1942: Kollege kommt gleich
- 1942: Meine Freundin Josefine
- 1943: Die große Nummer
- 1943: Die Wirtin zum Weißen Rößl
- 1943: Liebesgeschichten
- 1943: Familie Buchholz
- 1943: … und die Musik spielt dazu
- 1944: In flagranti
- 1944: Seine beste Rolle
- 1944: Das Mädchen Christine
- 1944: Der große Preis
- 1944: Es fing so harmlos an
- 1944: Es lebe die Liebe
- 1951: Heidelberger Romanze
- 1951: Durch Dick und Dünn
- 1951: Es geschehen noch Wunder
- 1951: Sensation in San Remo
- 1952: Bis wir uns wiederseh’n
- 1953: Jedem das Seine
- 1953: Der Vogelhändler
- 1955: Schwarze Nylons – heiße Nächte
- 1956: Charleys Tante
- 1958: Zur blauen Palette
- 1958: Der eiserne Gustav
- 1961: Bankraub in der Rue Latour

### Drehbücher
- 1936: Die Entführung
- 1938: Kleiner Mann – ganz groß (auch Liedtexte)
- 1938: Eine Nacht im Mai
- 1939: Bel Ami
- 1939: Hallo Janine
- 1940: Traummusik
- 1941: Der Weg ins Freie
- 1941: Jungens
- 1941: Am Abend auf der Heide
- 1944: Glück unterwegs
- 1949: Wer bist du, den ich liebe?
- 1952: Alle kann ich nicht heiraten
- 1953: Arlette erobert Paris
- 1953: So ein Affentheater
- 1953: Skandal im Mädchenpensionat
- 1955: Laß die Sonne wieder scheinen